# Highway 61 (Film)
Highway 61 ist ein kanadisches Roadmovie des Regisseurs Bruce McDonald aus dem Jahr 1991.

## Handlung
Pokey lebt in einem kleinen kanadischen Ort. Dort betreibt er den von seinem Vater übernommenen Friseursalon. Ebenfalls von seinem Vater übernommen hat er einen 1963er Ford Galaxie, der nur in der Garage steht. Pokeys Leidenschaft ist der Blues, und er träumt davon, eines Tages in New Orleans mit seiner Trompete als Bluesmusiker zu agieren. Deshalb hat Pokey stets einen gepackten Koffer im Haus, und er lässt gelegentlich in der Garage den Motor des Ford Galaxie laufen. Eigentlich ist er seit Jahren bereit zu gehen, aber er geht nicht.
Als Pokey eines Tages eine Leiche in seinem Hinterhof findet, kommt Bewegung in sein Leben. Pokey rückt plötzlich in den Mittelpunkt der lokalen Aufmerksamkeit, und es erscheint in seinem Frisiersalon (eigentlich einem Herrensalon) eine Frau: Bangs.
Bangs erklärt, dass der Tote ihr Bruder sei, und sie beabsichtigt, diesen zur Beerdigung nach New Orleans zu bringen. Nach einigen Wirrungen ergibt es sich, dass Pokey die beiden in seinem Ford fährt. Es beginnt ein skurriles Roadmovie, in dem die beiden allen möglichen Dingen begegnen: Einem alleinerziehenden Vater mit drei Mädchen, gelangweilten Musikmillionären und einem Vorstadteinwohner, der sich für den Teufel hält.

## Kritiken
„Die Faszination von Highway 61 liegt in seinem schwarzen Humor und dem hintergründig die dramatischen und komischen Situationen kommentierenden Soundtrack des Films. Zusammen mit seinen Darstellern hat sich McDonald auf eine musikalische Traumreise begeben, die geschickt Genremythen entlarvt, ohne die Lust am Zuschauen zu nehmen.“

## Auszeichnungen
Regisseur Bruce McDonald wurde beim Brussels International Fantastic Film Festival (Belgien) und beim Festival Internacional de Cine de San Sebastián (Spanien) als bester Regisseur ausgezeichnet. Beim Vancouver International Film Festival (Kanada) wurde das Werk als populärster inländischer Film ausgezeichnet.